# MEDLI
MEDLI (ang. Mars Science Laboratory Entry, Descent, and Landing Instrument) – jest zestawem czujników przeznaczonych do pomiaru parametrów warunków atmosferycznych i wydajności osłony termicznej Mars Science Laboratory (MSL) podczas wejścia do atmosfery Marsa, oraz w fazie zniżania. Chociaż nie jest częścią podstawowego ładunku naukowego MSL, MEDLI dostarczył ważnych informacji do projektowania systemów naprowadzania przyszłych misji planetarnych.
Zestaw MEDLI składa się z siedmiu zintegrowanych czujników ang. MEDLI Integrated Sensor Plugs (MISP) i z siedmiu czujników pomiaru ciśnienia atmosferycznego ang. Mars Entry Atmospheric Data System (MEADS). Czujniki zostały zainstalowane w 14 punktach wewnętrznej części osłony termicznej statku kosmicznego.
Jasne plamy na wewnętrznej powierzchni osłony termicznej są znacznikami kalibracyjnymi kamery MARDI łazika Curiosity.
Wśród obu rodzaju czujników znajdują się:
1. MISP – kiedy statek kosmiczny przebywa w obliczu ekstremalnych temperatur podczas wejścia w atmosferę Marsa, czujniki MISP mierzą temperaturę występującą na różnych głębokościach materiału osłony termicznej statku kosmicznego. Przewidywane poziomy nagrzewania są około trzy razy wyższe niż te z wahadłowca, gdy wchodził w atmosferę ziemską. Poziomy temperatur są tak wysokie, że podczas przechodzenia przez atmosferę Marsa system ochrony termicznej zaprojektowany jest do odciągnięcia procesu spalania powłoki ablacyjnej od osłony termicznej. MISP mierzy tempo tego spalania, znane również jako „recesja”. Podczas projektowania osłony termicznej, inżynierowie muszą przewidzieć jaki chcą osiągnąć współczynnik nagrzewania w funkcji czasu, ponieważ będą porównywać swoje prognozy do rzeczywistych danych zebranych przez MISP. Ta informacja pomoże im dowiedzieć się, jak dużo materiału do budowy osłony cieplnej będzie potrzeba do ochrony przyszłych marsjańskich misji.
2. MEADS – podczas wejścia i przechodzenia przez atmosferę Marsa mierzy ciśnienie atmosferyczne na osłonie termicznej w siedmiu lokalizacjach. Czujniki ciśnienia MEADS są umieszczone według specjalnego wzoru. Wzór ułożenia czujników pozwoli inżynierom określać orientację statku kosmicznego (jego pozycji i jej zmian) w funkcji czasu. Inżynierowie będą korzystać z tych informacji, aby zobaczyć, jak ich modele przewidujące trajektorię statku kosmicznego mają się do trajektorii rzeczywistej (jego ścieżki) i jego aerodynamiki (jak to działa, gdy porusza się w atmosferze). Ta informacja pozwoli im planować przyszłe misje, które będą miały jeszcze większą doskonałość podczas krytycznych etapów wejścia, zejścia i lądowania[4].

W celu zapewnienia zasilania, przetwarzania sygnału i konwersji sygnału analogowego na cyfrowy  Elektroniczne Wsparcie Czujników ang. Sensor Support Electronics (SSE) jest zamontowane na wewnętrznej części osłony termicznej MSL. Około godziny przed wejściem statku kosmicznego w atmosferę Marsa, w przedziale czujników MEDLI temperatura została ustabilizowana na poziomie −29 °C, przygotowując MEDLI do jego podróży przez atmosferę Marsa.
Zestaw instrumentów zaczynał pozyskiwanie danych po oddzieleniu MSL od modułu przelotowego (około 10 minut przed wejściem w atmosferę Marsa) i kontynuował pobieranie danych z częstotliwością około 8 Hz, aż do otwarcia czaszy głównego spadochronu (około 4 minuty po wejściu do atmosfery). Ograniczona ilość zebranych danych mogła być przesłana w strumieniu telemetrycznym na Ziemię w czasie rzeczywistym podczas wejścia do atmosfery, ale pełny zestaw danych został przeniesiony do pamięci komputera łazika i był transmitowany na Ziemię w ciągu pierwszego miesiąca po wylądowaniu.